# Trachypithecus phayrei
Trachypithecus phayrei (лат.) — вид приматов из семейства мартышковых.

## Описание
Вес взрослого самца между 6,5 и 7,5 кг, масса взрослой самки меду 5,5 и 6,5 кг. Верхняя часть тела серовато-чёрная, с синим или коричневым отливом. Морда безволосая, кожа на морде тёмная, за исключением серовато-белых пятен вокруг рта и глаз. Кончик хвоста, конечности и голова темнее, чем остальное тело. Нос плоский, тёмного цвета. Лапы длинные и сильные. Молодняк имеет светлую, жёлто-оранжевую шерсть, которая темнеет в возрасте 3—4 месяцев.

## Распространение
Широко распространён в Бангладеш, Индии, Мьянме, Китае, Таиланде, Лаосе и Вьетнаме.

## Поведение
Проводит большую часть жизни на деревьях, питаясь листьями. Исследование, проведённое в Индии, показало, что предпочитает листья следующих видов: Albizzia procera, Melocanna bambusoides, Callicarpa arborea, Dillenia pentagyna, Litsea, Albizzia lebbek, Mikania scandens, Gmelina arborea, Artocarpus chaplasha, Syzygium fruticosum, Ficus fistulosa, Ficus racemosa, Ficus hispida, Ficus indica. Macaranga denticulata и Albizzia stipulata.

## Статус популяции
Международный союз охраны природы присвоил Trachypithecus phayrei охранный статус «Вымирающие виды». Несмотря на широкий ареал, считается, что в течение жизни трёх поколений (36 лет) численность популяции сократилась более, чем вдвое. Основные угрозы популяции — охота и уничтожение среды обитания.

## Классификация
Классификация дискуссионна. В частности, указывалось, что вьетнамская популяция филогенетически ближе к Trachypithecus francoisi, чем к другим членам группы Trachypithecus phayrei, на основании чего предлагалось оставить видовое название Trachypithecus phayrei только для этой популяции и выделить другие популяции в отдельные виды. Три признаваемых подвида:
- Trachypithecus phayrei crepusculus
- Trachypithecus phayrei phayrei
- Trachypithecus phayrei shanicus